# What I've Done
„What I've Done“ je píseň americké rockové skupiny Linkin Park. Byla vydána jako první singl z jejich třetího studiového alba Minutes to Midnight. Rovněž je šestou skladbou z alba.
V lednu roku 2011 byla skladba vydána v DLC balíčku pro videohru Rock Band 3.

## Videoklip
Videoklip k písni byl natočen v kalifornské poušti. Režíroval ho člen skupiny Joe Hahn.
Videoklip začíná scénou, kdy se tráva propadá do hlíny, což způsobuje její promáčení. Obsahuje záběry z vystoupení kapely v poušti, které jsou prokládány záběry ukazujícími mnoho společenských problémů včetně znečištění, rasismu, nacismu, Ku Klux Klanu, potratů, terorismu, holocaustu, odlesňování, chudoby, drogové závislosti, obezity, rostoucích cen benzínu a zločinů páchaných lidstvem. Video končí stejným klipem ze začátku, ale přehrávaným obráceně, kde je tráva znovu rostoucí. Videoklip měl premiéru 2. dubna 2007.

## Seznam skladeb
| CD     | CD               | CD    |
| Pořadí | Název            | Délka |
| ------ | ---------------- | ----- |
| 1.     | "What I've Done" | 3:29  |
| 2.     | "Faint" (Live)   | 2:46  |

## Obsazení
- Chester Bennington – zpěv
- Mike Shinoda – rytmická kytara, klávesy, doprovodné vokály, klavír
- Brad Delson – sólová kytara
- Dave „Phoenix“ Farrell – basová kytara
- Joe Hahn – gramofony, samply
- Rob Bourdon – bicí